# Autoserica cambodjana
Autoserica cambodjana är en skalbaggsart som beskrevs av Frey 1972. Autoserica cambodjana ingår i släktet Autoserica och familjen Melolonthidae. Inga underarter finns listade.